# Artus Quellinus den yngre
Artus Quellinus den yngre, även Artus Quellinus II, född 20 november 1625 i Sint-Truiden, död 22 november 1700 i Antwerpen, var en flamländsk skulptör. Han var kusin till Artus Quellinus den äldre och far till Artus Quellinus III.
Artus Quellinus fick sin utbildning hos sin kusin Artus Quellinus den äldre. Han var bland annat verksam vid Paleis op de Dam vid Dam i Amsterdam. Hans barockstil uppvisar en tydlig betoning på dramatik och expressivitet; stilen påvisar ett släktskap med Berninis och Lucas Faidherbes skulpturala formspråk.

## Bilder
| - Den heliga Rosa av Lima i Sint-Pauluskerk i Antwerpen. - Gravmonument över biskop Marius Ambrosius Capello i Vårfrukatedralen i Antwerpen. - Abbedissan Anna Catharina de Lamboy. |